# Menekülj! 2.
A Menekülj! 2. (eredeti cím: See No Evil 2) 2014-es amerikai horrorfilm, amelyet Nathan Brookes és Bobby Lee forgatókönyvéből Jen és Sylvia Soska rendezett. A főbb szerepekben Danielle Harris, Katharine Isabelle és a WWE profi pankrátor Kane látható. A 2006-ban bemutatott Menekülj! című film folytatása. Az eredetivel ellentétben, amely moziba került, a film 2014-ben kizárólag Blu-rayen és DVD-n jelent meg. Magyarországon a Mozi+ mutatta be 2017-ben.

## Cselekmény
Amy a hullaházban dolgozik. A következő napon van a születésnapja. Éjfélkor el akarja hagyni munkahelyét, ahol munkatársa, Seth, aki titokban szerelmes belé, és főnöke, Holden egy kis partit szerveznek, hogy a barátaival együtt ünnepeljék a születésnapját. Ám ekkor hirtelen meg nem határozott számú holttest érkezik a helyszínre, a sorozatgyilkos Jacob Goodnight (lásd az 1. részt) áldozatai. A holttestek között maga Jacob is ott van. Amy lemondja barátai programját, és segít Sethnek megbirkózni a hatalmas feladattal.
Barátai azonban nem hagyják annyiban, és főnökükkel, Holdennel együtt meglepetéspartit szerveznek a hullaházban. Seth is jelen van, de Amy bátyja, Will figyelmezteti, ne kezdjen kapcsolatba a húgával, mert ő jobbat érdemel nála. Amy egyik barátnője, akit lenyűgöznek a sorozatgyilkosok, barátjával Jacob holttestéhez lopakodik, és ketten együtt tombolni kezdenek – amíg Jacob fel nem ébred, és meg nem öli mindkettőjüket. 
Ezután folytatni kezdi véres cselekedeteit a parti többi résztvevőjén, amíg végül csak Will, Seth és Amy marad életben. Amikor Jacob elkapja Willt, Amy úgy dönt, megmenti a bátyját. Ám kiderül, hogy ez csak Jacob csapdája, aki most kettejüket üldözi a hullaházban. Majdnem sikerül elmenekülniük, de végül Seth szeme láttára megöli Amyt. Sethnek ezután sikerül megtámadnia Jacobot egy balzsamológéppel, és tele tömi vegyszerekkel. Jacob összeesik, mintha halott lenne, ezzel lehetőséget kínálva Sethnek a menekülésre. Eléri az autóját, és sikeresen elmenekül.
Amikor a sorompóhoz ér, kiszáll, hogy kézzel kinyissa. Rájön azonban, hogy Jacob az autójában rejtőzködött. Jacob megöli Seth-et, és kivájja a szemét. Az utolsó képsorok Jacob áldozatait mutatják. A film Jacob arcának közeli jelenetével zárul, és azt mondja: „Most már látom”, utalva a bűneikre.

## Szereplők
| Szerep          | Színész            | Magyar hang       |
| --------------- | ------------------ | ----------------- |
| Amy             | Danielle Harris    | Csifó Dorina      |
| Tamara          | Katharine Isabelle | Nemes Takách Kata |
| Seth            | Kaj-Erik Eriksen   | Előd Álmos        |
| Kayla           | Chelan Simmons     | Bálizs Anett      |
| Jacob Goodnight | Kane               | nem szólal meg    |
| Will            | Greyston Holt      |                   |
| Carter          | Lee Majdoub        |                   |
| Holden          | Michael Eklund     | Megyeri János     |
| lány            | Annalise Woods     |                   |
| holttest        | Sylvia Soska       | –                 |
| holttest        | Jen Soska          | –                 |
| Margaret        | Cecily Polson      |                   |

### Magyar változat
- Bemondó: Endrédi Máté
- Magyar szöveg: Nagy Gabriella
- Hangmérnök: Árvai Csaba
- Vágó: Boskó Andrea
- Gyártásvezető: Csoma Ferenc
- Szinkronrendező: Kovács Anita

A szinkront a Pannonia Dubbing Solutions Kft. készítette el.

## A film készítése
A filmet 2013 augusztusában jelentették be, amelyben Kane újra eljátssza a gyilkos Jacob Goodnight szerepét, a Soska testvérek pedig a rendezői feladatokat látják el. Soskáék azt állították, az volt a vágyuk a filmmel kapcsolatban, hogy „a karaktert [Jacob Goodnight] Michael Myers, Freddy Krueger és Jason Voorhees szintjére emeljék.”
2013. szeptember 16-án Danielle Harris, Katharine Isabelle és Michael Eklund csatlakozott a szereplőgárdához. 2013. szeptember 20-án Greyston Holt, Chelan Simmons, Kaj-Erik Eriksen és Lee Majdoub is csatlakozott a filmhez.
A forgatás 2013. szeptember 23-án kezdődött Vancouverben (Brit Columbia), és 2013. október 11-én ért véget. A forgatás elsősorban a Coquitlam-i Riverview kórházban zajlott. Harris, Isabelle és Simmons a jelentések szerint minden fizikai trükköt maguk hajtottak végre. Az előzetes 2014. július 25-én jelent meg.

## Bemutató
2014 júniusában bejelentették, hogy a filmet nem mutatják be a mozikban, helyette 2014. október 17-én Video on Demand formában adják ki, 2014. október 21-én pedig Blu-ray kiadásban jelenik meg.

## Díjak és jelölések
| Év   | Díj                                    | Kategória                  | Átvevő(k)          | Eredmény | Forr.  |
| ---- | -------------------------------------- | -------------------------- | ------------------ | -------- | ------ |
| 2014 | Fright Meter Awards                    | Legjobb női mellékszereplő | Katharine Isabelle | Jelölve  | [ 16 ] |
| 2015 | BloodGuts United Kingdom Horror Awards | Legjobb színész            | Kaj-Erik Eriksen   | Jelölve  | [ 17 ] |
| 2015 | Fangoria Chainsaw Awards               | Legjobb női mellékszereplő | Katharine Isabelle | Jelölve  | [ 18 ] |